# 諾斯福德森特歷史區
諾斯福德（英語：Northford）是位於美國康乃狄克州新哈芬縣的一個村落。該地的面積和人口皆未知。

## 地理
諾斯福德的座標為41°24′00″N 72°46′59″W / 41.40000°N 72.78306°W，而該地的平均海拔高度為51米（即167英尺）。